# Овчаренко Раїса Миколаївна
Раїса Миколаївна Овчаренко (нар. 29 червня 1952, смт Новгородське, тепер Нью-Йорк Донецької області) — українська радянська діячка, завідувачка молочнотоварної ферми колгоспу «Росія» Ясинуватського району Донецької області. Депутат Верховної Ради УРСР 11-го скликання.

## Біографія
Освіта вища. Закінчила Ворошиловградський сільськогосподарський інститут.
З 1975 року — доярка, з 1983 року — завідувачка молочнотоварної ферми колгоспу «Росія» Ясинуватського району Донецької області.
Член КПРС з 1978 року.
Потім — на пенсії в смт Нью-Йорк Донецької області.

## Нагороди
- ордени
- медалі